# Olivetti Envision
L'Olivetti Envision è un personal computer multimediale prodotto e inserito nel mercato dall'azienda italiana Olivetti nel 1995. Può essere considerato uno dei precursori dei moderni media center insieme al Commodore CDTV che lo ha preceduto di qualche anno.

## Caratteristiche
Caratteristiche di questo PC sono state la presenza di una tastiera senza fili con trackball integrato e un display sul frontalino con il logo di Envision, la visualizzazione dell'ora e le funzioni operative del compact disc. Il computer era progettato per essere connesso a un televisore, che era usato come monitor; la connessione era possibile tramite due prese SCART.
È stato prodotto in due versioni: la 400 (con processore Intel 486) e la P75 (processore Intel Pentium 75).

## Olipilot
All'interno del suo pacchetto software è inclusa un'interfaccia grafica: Olipilot.
Viene sviluppata in concomitanza con l'avvento dei primi personal computer multimediali prodotti dalla stessa Olivetti che la inserì nel pacchetto software degli Envision.
Olipilot è un'interfaccia composta da più schermate, ognuna con l'immagine di una stanza (studio, stanza dei ragazzi, soggiorno), in cui gli oggetti presenti fungono da hotspot per avviare le applicazioni: ad esempio, cliccando sulla TV si apre il lettore per i Video CD, cliccando sull'apparecchio fax si apre l'applicazione per il fax, e così via.